# 488 (numero)
Quattrocentottantotto (488) è il numero naturale dopo il 487 e prima del 489.

## Proprietà matematiche
- È un numero pari.
- È un numero composto con 8 divisori: 1, 2, 4, 8, 61, 122, 244, 488. Poiché la somma dei suoi divisori (escluso il numero stesso) è 442 < 488, è un numero difettivo.
- È un numero palindromo nel sistema di numerazione posizionale a base 3 (200002) e in quello a base 11 (404).
- È un numero nontotiente (per cui la equazione φ(x) = n non ha soluzione).
- È un numero rifattorizzabile in quanto divisibile per il numero dei propri divisori.
- È parte delle terne pitagoriche (88, 480, 488), (366, 488, 610), (488, 915, 1037), (488, 3705, 3737), (488, 7434, 7450), (488, 14880, 14888), (488, 29766, 29770), (488, 59535, 59537).

## Astronomia
- 488 Kreusa è un asteroide della fascia principale del sistema solare.
- NGC 488 è una galassia spirale della costellazione dei Pesci.

## Astronautica
- Cosmos 488 è un satellite artificiale russo.